# Яблоновка (Старосинявский район)
Яблоновка (укр. Яблунівка) — село в Старосинявском районе Хмельницкой области Украины.
Население по переписи 2001 года составляло 217 человек. Почтовый индекс — 31413. Телефонный код — 3850. Занимает площадь 1,309 км². Код КОАТУУ — 6824488002.

## Местный совет
31413, Хмельницкая обл., Старосинявский р-н, с. Цимбаловка